# Anatolij Konstantinovič Ljadov
Anatolij Konstantinovič Ljadov, in russo Анатолий Константинович Лядов? (San Pietroburgo, 11 maggio 1855 – Boroviči, 28 agosto 1914), è stato un compositore, insegnante e direttore d'orchestra russo.

## Biografia
Ljadov nacque a San Pietroburgo in una famiglia di eminenti musicisti russi. Ricevette la prima educazione musicale da parte del padre fra il 1860 ed il 1868 e quindi, nel 1870 entrò al Conservatorio di San Pietroburgo per studiare pianoforte e violino. Abbandonò lo studio degli strumenti per dedicarsi alla composizione, concentrandosi sul contrappunto e sulla fuga, ma rimase un eccellente pianista. Il suo naturale talento musicale fu riconosciuto, fra gli altri, da Modest Musorgskij, tanto da entrare nella classe di composizione di Nikolaj Rimskij-Korsakov, ma venne espulso per assenteismo nel 1876. Nel 1878 venne riammesso per consentirgli di ottenere il diploma in composizione.
Insegnò al Conservatorio di San Pietroburgo fin dal 1878, avendo come allievi Sergej Prokof'ev, Nikolaj Mjaskovskij, Michail Gnesin, Stasys Šimkus, Aleksandr Aleksandrov, Sergej Bortkevič e Boris Asaf'ev. Coerente con il suo carattere un po' discontinuo, era comunque un insegnante di valore. Stravinskij così lo descrive: "Liadov era un tesoro d'uomo, dolce e delizioso come la sua Tabacchiera musicale...Era un ometto strabico, con un viso simpatico e pochi capelli in testa", egli rimarcò anche che Ljadov era tanto severo con sé stesso quanto lo era con i suoi allievi, componendo con grande precisione e chiedendo attenzione ai minimi dettagli. Nel 1905 interruppe l'insegnamento dopo il licenziamento di Rimskij-Korsakov, ritornando ad insegnare quando quest'ultimo venne reintegrato al suo posto.
Si sposò nel 1884, acquisendo con il matrimonio una proprietà terriera a Nižnij Novgorod, dove realizzò le sue composizioni estive nella pace della campagna e dove morì nel 1914.
Ljadov possedeva una facilità tecnica che era estremamente ammirata dai suoi contemporanei, ma la sua inattendibilità gli impedì un'affermazione maggiore. Come molti dei suoi contemporanei, Ljadov fu portato a comporre su temi di carattere intensamente russo.
Si è sempre detto che Ljadov non completò mai un lavoro di grande respiro, comunque molte delle sue miniature hanno il loro posto nel repertorio. Nel 1905 Ljadov cominciò a lavorare su un nuovo balletto ma quando il lavoro stentava ad andare avanti si dedicò alla composizione di un'opera. Ljadov non terminò mai l'opera ma alcuni pezzi vennero utilizzati per la realizzazione dei brevi poemi sinfonici Kikimora e Il Lago Incantato.
Sergej Djagilev chiese al compositore un nuovo balletto da mettere in scena con la sua compagnia dei Balletti russi per la stagione del 1910, ma la propensione di Ljadov per il temporeggiamento e la sua poca attitudine a scrivere opere importanti e di notevole intensità sonora non gli consentirono di adempiere alla commissione. Djagilev girò la proposta a Igor' Stravinskij che compose il balletto L'uccello di fuoco.

## La sua musica
Le composizioni da lui pubblicate sono relativamente poche a causa della sua naturale indolenza ed una certa autocritica per mancanza di fiducia nei suoi mezzi. Molte delle sue opere sono variazioni o arrangiamenti su lavori di altri compositori (ad esempio le sue Canzoni popolari russe op. 58). Compose un gran numero di brevi pezzi per pianoforte tra i quali si ricorda la Tabacchiera musicale del 1893.
La maggior parte delle sue opere sono musica a programma: ad esempio i suoi poemi sinfonici Baba Jaga Op. 56, Kikimora Op. 63 e The Enchanted Lake Op. 62. Queste brevi opere, probabilmente fra le sue più famose, mostrano un grande talento nel trattamento dell'orchestrazione. Nelle sue ultime composizioni sperimentò la tonalità estesa come il suo giovane contemporaneo Aleksandr Skrjabin.

## Produzione musicale (selezione)
- Biryulki, 14 pezzi per pianoforte, Op. 2 (1876)
- 6 pezzi per pianoforte, Op. 3 (1876–1877)

1. Preludio in Re maggiore
2. Giga in Fa maggiore
3. Fuga in sol minore
4. Mazurka in Sol maggiore
5. Mazurka in Si maggiore
6. Mazurka in Do maggiore

- 4 Arabesques per pianoforte, Op. 4 (1878)

1. Arabesque in do diesis minore
2. Arabesque in La maggiore
3. Arabesque in Si bemolle maggiore
4. Arabesque in Mi maggiore

- Studio in La bemolle maggiore per pianoforte, Op. 5 (1881)
- Improvviso in Re maggiore per pianoforte, Op. 6 (1881)
- 2 Intermezzi per pianoforte, Op. 7 (1881)

1. Intermezzo in Re maggiore
2. Intermezzo in Fa maggiore

- 2 Intermezzi per pianoforte, Op. 8 (1883)

1. Intermezzo in Si bemolle maggiore
2. Intermezzo in Si bemolle maggiore

- 2 pezzi per pianoforte, Op. 9 (1883)

1. Valzer in fa diesis minore
2. Mazurka in La bemolle maggiore

- 3 pezzi per pianoforte, Op. 10 (1884)

1. Preludio in Re bemolle maggiore
2. Mazurka in Do maggiore
3. Mazurka in Re maggiore

- 3 pezzi per pianoforte, Op. 11 (1885)

1. Preludio in si minore
2. Mazurka nel modo dorico
3. Mazurka in fa diesis minore

- Studio in Mi maggiore per pianoforte, Op. 12 (1886)
- 4 Preludi per pianoforte, Op. 13 (1887)

1. Preludio in Sol maggiore
2. Preludio in Si bemolle maggiore
3. Preludio in La maggiore
4. Preludio in fa diesis minore

- 2 Mazurke per pianoforte, Op. 15 (1887)

1. Mazurka in La maggiore
2. Mazurka in la minore

- Scherzo in RE maggiore per orchestra, Op. 16 (1879–1886)
- 2 Bagatelle per pianoforte, Op. 17 (1887)

1. Bagatella in si bemolle minore (La Douleur)
2. Bagatella in Si maggiore (Pastorale)

- Scena di un villaggio sull'Inn, Mazurka per orchestra, Op. 19 (1887)
- Novellette in la minore per pianoforte, Op. 20 (1882–1889)
- Dei tempi antichi, Ballata in Re maggiore per pianoforte, Op. 21a (1889)
- Dei tempi antichi, Ballata in Re maggiore orchestra, Op. 21b (1889)
- Nella radura, Scozzese in Fa maggiore per pianoforte, Op. 23 (1890)
- 2 pezzi per pianoforte, Op. 24 (1890)

1. Preludio in Mi maggiore
2. Berceuse in Sol bemolle maggiore

- Idillio in Re bemolle maggiore per pianoforte, Op. 25 (1891)
- Piccolo valzer in Sol maggiore per pianoforte, Op. 26 (1891)
- 3 Preludi per pianoforte, Op. 27 (1891)

1. Preludio in Mi bemolle maggiore
2. Preludio in Si maggiore
3. Preludio in Sol bemolle maggiore

- Scena finale da La sposa di Messina di Schiller per voce solista, coro e orchestra, Op. 28 (1878, published 1891). Questo fu il brano che compose per il suo diploma.
- Kukolki (Marionette) in Mi bemolle maggiore per pianoforte, Op. 29 (1892)
- Bagatella in Re bemolle maggiore per pianoforte, Op. 30 (1889)
- 2 pezzi per pianoforte, Op. 31 (1893)

1. Mazurka in Sol maggiore "Rustica"
2. Preludio in si bemolle minore

- Muzikalnaya tabakerka (Tabacchiera musicale) in La maggiore per pianoforte, Op. 32 (1893)
- 3 pezzi per pianoforte, Op. 33 (1889)

1. Preludio su un tema russo in La bemolle maggiore
2. Grottesco in Do maggiore
3. Pastorale in Fa maggiore

- 3 Canoni per pianoforte, Op. 34 (1894)

1. Canone in Sol maggiore
2. Canone in do minore
3. Canone in Fa maggiore

- Variazioni su un tema di Glinka in Si bemolle maggiore per pianoforte, Op. 35 (1894)
- 3 Preludi per pianoforte, Op. 36 (1895)

1. Preludio in Fa diesis maggiore
2. Preludio in si bemolle minore
3. Preludio in Sol maggiore

- Studio in Fa maggiore per pianoforte, Op. 37 (1895)
- Mazurka in Fa maggiore per pianoforte, Op. 38 (1895)
- 4 Preludi per pianoforte, Op. 39 (1895)

1. Preludio in La bemolle maggiore
2. Preludio in do minore
3. Preludio in Si maggiore
4. Preludio in fa diesis minore

- Studio e 3 Preludi per pianoforte, Op. 40 (1897)

1. Studio in do diesis minore
2. Preludio in Do maggiore
3. Preludio in re minore
4. Preludio in Re bemolle maggiore

- 2 Fughe per pianoforte, Op. 41 (1896)

1. Fuga in fa diesis minore
2. Fuga in re minore

- 2 Preludi e Mazurka per pianoforte, Op. 42 (1898)

1. Preludio in Si bemolle maggiore
2. Preludio in Si maggiore
3. Mazurka su un tema polacco in La maggiore

- Barcarola in Fa diesis maggiore per pianoforte, Op. 44 (1898)
- 4 Preludi per pianoforte, Op. 46 (1899)

1. Preludio in Si bemolle maggiore
2. Preludio in sol minore
3. Preludio in Sol maggiore
4. Preludio in mi minore

- 2 pezzi per pianoforte, Op. 48 (1899)

1. Studio in La maggiore
2. Canzonetta in Si bemolle maggiore

- Polacca in Do maggiore ("In memoria di Pushkin") per orchestra, Op. 49 (1899)
- Variazioni su un tema tradizionale polacco in La bemolle maggiore per pianoforte, Op. 51 (1901)
- 3 pezzi ballabili per pianoforte, Op. 52 (1901)

1. in Mi bemolle maggiore
2. in Do maggiore
3. in La maggiore

- 3 Bagatelle per pianoforte, Op. 53 (1903)

1. Bagatella in Si maggiore
2. Bagatella in Sol maggiore
3. Bagatella in La bemolle maggiore

- Polacca in Re maggiore per orchestra, Op. 55 (1902)
- Baba Yaga per orchestra, Op. 56 (1891–1904)
- 3 pezzi per pianoforte, Op. 57 (1900–1905)

1. Preludio in Re bemolle maggiore
2. Valzer in Mi maggiore
3. Mazurka in fa minore

- 8 canti tradizionali russi per orchestra, Op. 58 (1906)

1. Canto religioso. Moderato
2. Carola natalizia 'Kolyada'. Allegretto
3. Canto lamentoso. Andante
4. Canto umoristico 'Ho danzato con il moscerino'./Allegretto
5. Leggenda degli uccelli. Allegretto
6. Ninna nanna. Moderato
7. Danza circolare. Allegro
8. Danza del villaggio. Vivo

- Volshebnoye ozero (Il lago incantato) per orchestra, Op. 62 (1909)
- Kikimora per orchestra, Op. 63 (1909)
- 4 pezzi per pianoforte, Op. 64 (1909–1910)

1. Smorfia
2. Malinconia
3. Tentazione
4. Reminiscenza

- Danza delle Amazzoni orchestra, Op. 65 (1910)
- Dall'Apocalisse, quadri sinfonici per orchestra, Op. 66 (1910–1912)
- Nenia per orchestra, Op. 67 (1914)